# Bridal Veil Falls (Otago)
Die Bridal Veil Falls sind ein Wasserfall im Skippers Canyon in der  Region Otago auf der Südinsel Neuseelands. Er liegt im Lauf des Cotters Creek, der unmittelbar hinter dem Wasserfall in den Shotover River mündet. Seine Fallhöhe beträgt rund 25 Meter.
Der Wasserfall befindet sich an der Skippers Road 20,7 km hinter der Ortschaft Arthurs Point nördlich von Queenstown kurz vor der Skippers Bridge.